# NGC 2289
NGC 2289 ist eine linsenförmige Galaxie vom Hubble-Typ S0 im Sternbild Zwillinge auf der Ekliptik. Sie ist schätzungsweise 220 Millionen Lichtjahre von der Milchstraße entfernt.
Das Objekt wurde am 4. Februar 1793 von Wilhelm Herschel entdeckt.